# Nederlandse kampioenschappen schaatsen afstanden 2019
De Nederlandse kampioenschappen afstanden 2019 in het langebaanschaatsen werden van 28 tot en met 30 december 2018 verreden op de overdekte schaatsbaan Thialf in Heerenveen, Friesland. Thialf was voor de twaafde opeenvolgende keer en voor de 20e keer in totaal de locatie voor deze kampioenschappen.
Bij deze NK afstanden (mannen/vrouwen), inclusief de NK massastart (m/v), waren naast de nationale titels en medailles op de afstanden ook startbewijzen te verdienen voor de EK allround en -sprint en de WK afstanden.

## Programma
| vrijdag 28 december                                   | zaterdag 29 december                                   | zondag 30 december                                                                                               |
| ----------------------------------------------------- | ------------------------------------------------------ | --- |
| 500 meter mannen 1500 meter vrouwen 5000 meter mannen | 500 meter vrouwen 1500 meter mannen 3000 meter vrouwen | 5000 meter vrouwen 10.000 meter mannen 1000 meter vrouwen 1000 meter mannen Massastart vrouwen Massastart mannen |

## Medailles

### Mannen
| Afstand    | Goud           | Zilver         | Brons            |         |
| ---------- | -------------- | -------------- | ---------------- | ------- |
| 500 m      | Ronald Mulder  | Dai Dai Ntab   | Jan Smeekens     | uitslag |
| 1000 m     | Kjeld Nuis     | Thomas Krol    | Kai Verbij       | uitslag |
| 1500 m     | Kjeld Nuis     | Patrick Roest  | Thomas Krol      | uitslag |
| 5000 m     | Patrick Roest  | Jorrit Bergsma | Sven Kramer      | uitslag |
| 10.000 m   | Jorrit Bergsma | Patrick Roest  | Douwe de Vries   | uitslag |
| Massastart | Douwe de Vries | Victor Ramler  | Arjan Stroetinga | uitslag |

### Vrouwen
| Afstand    | Goud               | Zilver             | Brons               |         |
| ---------- | ------------------ | ------------------ | ------------------- | ------- |
| 500 m      | Janine Smit        | Letitia de Jong    | Jutta Leerdam       | uitslag |
| 1000 m     | Ireen Wüst         | Antoinette de Jong | Jutta Leerdam       | uitslag |
| 1500 m     | Ireen Wüst         | Antoinette de Jong | Melissa Wijfje      | uitslag |
| 3000 m     | Antoinette de Jong | Ireen Wüst         | Carlijn Achtereekte | uitslag |
| 5000 m     | Esmee Visser       | Carien Kleibeuker  | Carlijn Achtereekte | uitslag |
| Massastart | Irene Schouten     | Marijke Groenewoud | Elisa Dul           | uitslag |

## Medaillespiegel teams
| Plaats | Teams             | Goud | Zilver | Brons | Totaal |
| 1      | Team Jumbo-Visma  | 5    | 4      | 6     | 15     |
| 2      | TalentNED         | 3    | 1      | 0     | 4      |
| 3      | Team easyJet      | 2    | 2      | 2     | 6      |
| 4      | Team Reggeborgh   | 1    | 2      | 1     | 4      |
| 5      | Team IKO          | 0    | 1      | 2     | 3      |
| 6      | Team JustLease.nl | 0    | 0      | 1     | 1      |
| 7      | overig            | 1    | 2      | 1     | 4      |
| Totaal | Totaal            | 12   | 12     | 12    | 36     |